# Mayana Zatz
Mayana Zatz (Tel Aviv, 16 de julho de 1947) é uma bióloga molecular e geneticista brasileira, professora do Departamento de Genética e Biologia Evolutiva do Instituto de Biociências da Universidade de São Paulo. Exerceu o cargo de pró-reitora de pesquisa da USP de 2005 a 2009.
Pesquisadora em genética humana, com contribuições principalmente no campo de doenças neuromusculares (distrofias musculares, paraplegias espásticas, esclerose lateral amiotrófica) em que é pioneira, atualmente seu laboratório do Genoma Humano da USP também realiza relevantes pesquisas no campo de células-tronco.
Até julho de 2021, publicou 377 trabalhos científicos.[carece de fontes?] E mais de 250 artigos científicos para leigos quando era colunista da revista VEJA.

## Biografia
Mayana Zatz nasceu em Tel Aviv, Israel, em 1947. Mudou-se com a família para a França durante a infância, e finalmente para o Brasil, em 1955.
Desde a infância interessou-se por biologia. Em São Paulo, cursou biologia pela Universidade de São Paulo, onde estagiou com o Oswaldo Frota Pessoa, tendo primeiro contato com genética humana. Formou-se em 1968, e já no ano seguinte iniciou um trabalho de aconselhamento genético de famílias portadoras de doenças neuromusculares. Ainda pela USP, tornou-se mestre em genética em 1970 (com dissertação sobre distrofias musculares progressivas) e doutora em genética em 1974 (expandindo o trabalho de mestrado), ambos também sendo orientada por Frota Pessoa. Entre 1975 e 1977 nos Estados Unidos, Mayana fez pós-doutorado pela Universidade da Califórnia em Los Angeles sob orientação de Michael M. Kaback e David Campion.
Devido ao tratamento precário de doenças musculares no Brasil, ao retornar ao país, Mayana fundou em 1981 a Associação Brasileira de Distrofia Muscular, que trata afetados por distrofias musculares, e onde ainda é diretora presidente.
Em 1995 tornou-se pioneira ao localizar um dos genes ligados a um tipo de distrofia dos membros, junto com Maria Rita Passos-Bueno e Eloísa de Sá Moreira. Juntas, também foram responsáveis pelo mapeamento do gene responsável pela síndrome de Knobloch. Em 1996 ingressou na Academia Brasileira de Ciências.
Em agosto de 2000 foi condecorada com a grã-cruz da Ordem Nacional do Mérito Científico. No mesmo ano, recebeu a Medalha de Mérito Científico e Tecnológico do Governo do Estado de São Paulo. Em 28 de fevereiro de 2001 na cidade de Paris, recebeu o prêmio latino-americano dos Prêmios L'Oréal-UNESCO para mulheres em ciência. No mesmo ano, recebeu o Prêmio Claudia, oferecido pela Revista Claudia. Em 2006 foi a Personalidade do Ano da Ciência segundo a Revista ISTOÉ Gente.
Em 2009, ganhou o Prêmio México de Ciência e Tecnologia 2008. Em setembro do mesmo ano, Mayana ganhou o Prêmio Walter Schmidt, conferido pela empresa Fanem para destacar personalidades que promoveram o desenvolvimento do setor da saúde brasileira.

## Contribuições e Importância

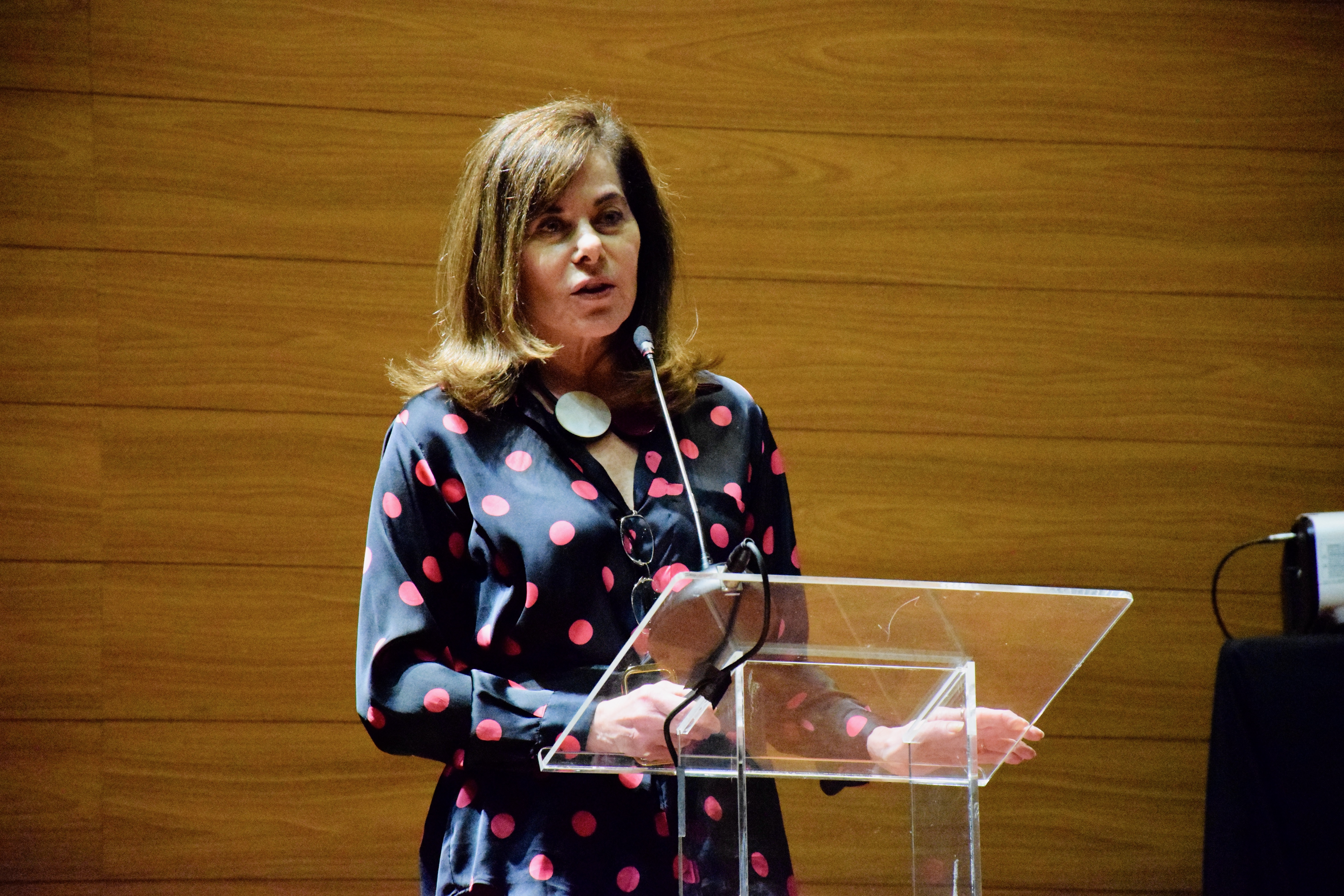
Em 2024

1. Pesquisa em Doenças Genéticas: Mayana Zatz é amplamente reconhecida por suas pesquisas sobre distrofias musculares e outras doenças genéticas. Desde o início de sua carreira, ela tem se dedicado a entender os mecanismos genéticos dessas condições, identificando mutações específicas e suas implicações para a saúde. Seu trabalho tem sido fundamental para desenvolver estratégias de diagnóstico e abrir caminhos para potenciais tratamentos, melhorando a qualidade de vida dos pacientes.[10][11][12]
2. Estudo de Células-Tronco: Além de suas pesquisas em genética, Mayana Zatz tem sido uma figura proeminente na pesquisa com células-tronco. Ela explora o potencial dessas células para a regeneração de tecidos danificados e o tratamento de doenças genéticas. Suas descobertas têm contribuído para o avanço da medicina regenerativa e para a compreensão de como as células-tronco podem ser utilizadas de maneira segura e eficaz.[13]
3. Divulgação Científica: Mayana Zatz também é conhecida por seu papel como divulgadora científica. Ela trabalha incansavelmente para tornar a ciência mais acessível ao público, promovendo o entendimento e o interesse pela genética. Através de palestras, entrevistas e publicações, ela explica conceitos complexos de maneira compreensível, incentivando a educação científica e inspirando futuras gerações de cientistas.[14]
4. Prêmios e Reconhecimento: A importância de suas contribuições científicas é refletida nos numerosos prêmios e reconhecimentos que ela recebeu. Entre eles, destaca-se o Prêmio L'Oréal-UNESCO para Mulheres na Ciência, que celebra a excelência das mulheres na pesquisa científica. Esse prêmio, junto com outros reconhecimentos nacionais e internacionais, solidifica sua posição como uma líder em seu campo.[15][6]

Dra. Mayana Zatz tem tido um impacto significativo na ciência genética e na biotecnologia, tanto no Brasil quanto no mundo. Seu trabalho não só avança o conhecimento científico, mas também tem implicações práticas que beneficiam diretamente a sociedade. Sua carreira exemplar destaca-se como um testemunho do poder transformador da ciência e da importância da diversidade e inclusão na pesquisa científica. Como uma importante figura feminina na ciência, Mayana Zatz serve de inspiração para muitas jovens cientistas e continua a deixar um legado duradouro na genética e na medicina.